# 费尔加斯特
费尔加斯特是德国梅克伦堡-前波美拉尼亚州的一个市镇。总面积71.42平方公里，总人口1825人，其中男性924人，女性901人（2011年12月31日），人口密度26人/平方公里。